# Enicospilus kadiosus
Enicospilus kadiosus là một loài tò vò trong họ Ichneumonidae.